# Abbotsford House

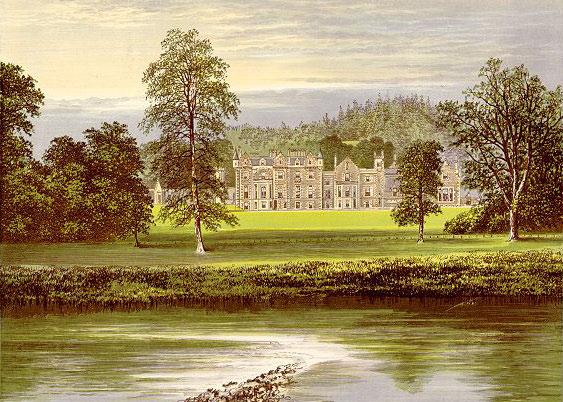
Abbotsford House en 1880.

Abbotsford es una casa histórica en la región de Borders, en el sur de Escocia, cercana al pueblo de Melrose y al sur del río Tweed. Fue el hogar del novelista y poeta Walter Scott.
El núcleo de la propiedad era una pequeña granja de 0,4 km², llamada Cartleyhole (mencionada también con el diminutivo Clarty). Este terreno fue comprado por Walter Scott en 1811. En un principio construyó una pequeña villa (la cual queda ahora en el extremo oeste de la mansión) y la llamó Abbotsford, creando el nombre aludiendo a un vado por el cual los abades (abbots) de la Abadía de Melrose cruzaban el río. Posteriormente Scott construyó varias adiciones a la casa hasta transformarla en una mansión adornada con figuras esculpidas en las paredes de piedra sobre castillos y abades. Dentro de la casa integró una enorme biblioteca, una colección de muebles antiguos, armas, armaduras y otras curiosidades, especialmente enlazadas con la historia de Escocia.
La última y principal de sus adquisiciones fue el sitio llamado Toftfield, comprado en 1817. La actual casa se comenzó y terminó su construcción en 1824.
La forma de Abbotsford House es la de un paralelogramo con contornos irregulares, uno de ellos con vista al río Tweed. En varias partes de la construcción fueron hechas imitaciones de estructuras históricas.
Scott solo disfrutó su residencia un año ya que en 1825 tuvo un revés económico por el cual la propiedad quedó embargada.
El único hijo de Scott, Walter hijo, no vivió para habitar la propiedad pues murió en su viaje a la India en 1847. Entre los subsecuentes herederos estuvieron su hijastro John Gibson Lockhart, Jame Hope-Scott, y su nieta Maxwell Scott.

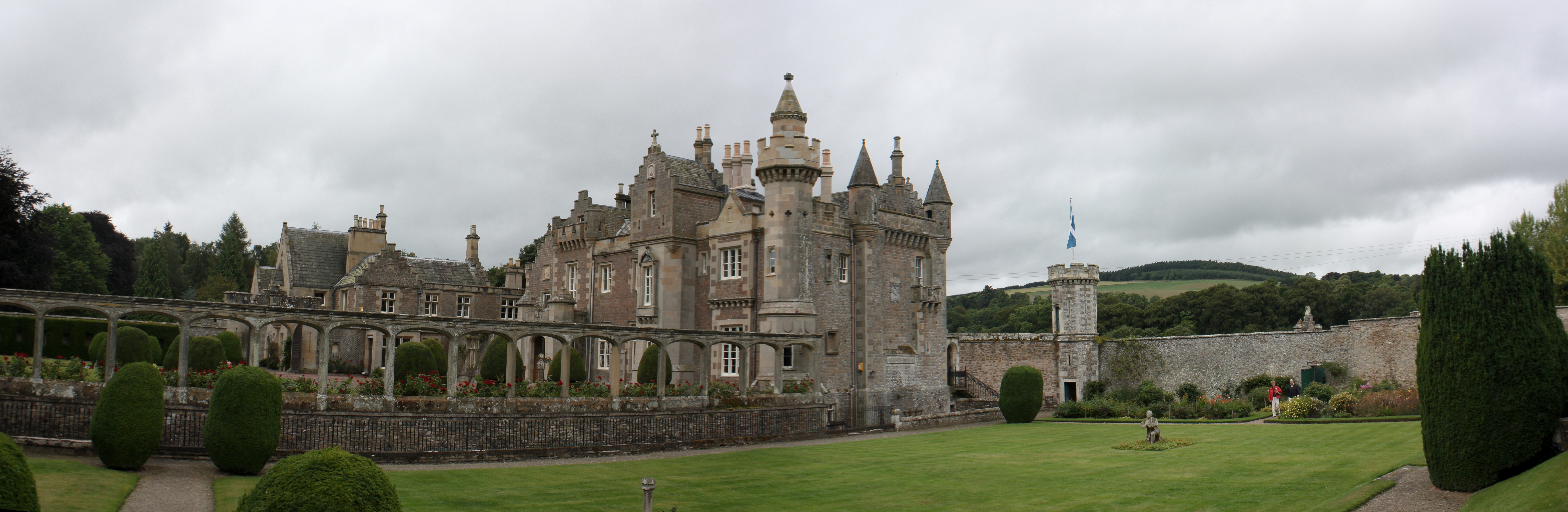
Vista de Abbotsford desde los jardines.